# Könyv, Könyvtár, Könyvtáros
A Könyv, Könyvtár, Könyvtáros című havonta megjelenő folyóirat – népszerű nevén 3K – a magyar könyvtárosok egyik alapvető szaklapja. Középterjedelmű tanulmányokat, cikkeket, beszámolókat, recenziókat közöl, és a legfontosabb, szakmai közérdeklődésre számot tartó, történeti és még inkább a legfrissebb jelenségeket mutatja be. Elemző szempontú, a mai könyvtári trendeket és problémákat tárgyaló lap. A 3K a nagy múltú Könyvtáros (1959–1992) című folyóirat utóda. Szerkesztője Tóth Béla István. Elődei: Bereczky László, Vajda Kornél, Mezey László Miklós és Béres Judit.

## Könyvtáros (1951–1992)[2]
Az 1992/3-as számmal anyagi nehézségek miatt megszűnt a hazai könyvtárosszakma legnépszerűbb folyóirata, a Könyvtáros, amelyet Bereczky Lászlóval együtt szerkesztett Vajda Kornél. A lap eladósodott, anyagi csődbe ment; a szakma nagyon sajnálta, a minisztérium is.
A Könyvtári Osztály akkori vezetője, Sóron László kezdeményezésére a Magyar Könyvtárosok Egyesülete, a Könyvtári és Informatikai Kamara az Országos Széchényi Könyvtár, az Országos Pedagógiai Könyvtár és Múzeum, valamint a Művelődési és Közoktatási Minisztérium támogatásával egy új lap indult 1992 decemberében a Könyv, Könyvtár, Könyvtáros (3K), két szerkesztővel és egy műszaki szerkesztő-adminisztrátor munkatárssal.

## Könyv, Könyvtár, Könyvtáros (1992–)
A folyóirat új címen, új formában, új tartalommal és szerkezeti felépítéssel jelent meg, amelyben korszerű könyvtártudományi és informatikai kérdéseket vitatnak meg a szakemberek. Ismertetésre, elemzésre kerülnek a magyar könyvtárak és a könyvtári közéletet érintő problémák is.
A periodikában az értékes kortárs irodalom és az oktatást szolgáló művek elemző kritikai bemutatását is nyomon követhetjük. A lap irányvonalát meghatározó cikkek, tanulmányok, közlemények megjelentetése mellett a könyvtáros-informatikus társadalom és a széles nagyközönség számára fórumot is biztosít minden kolléga számára, valamennyi könyvtártípus eredményeinek és gondjainak bemutatására, valamint a könyvtárosi-könyvtári gyakorlat segítésére.

## A 3K ars poeticája
A 3K folyóirat akkor  született újjá, amikor Magyarországon kezdett elterjedni az elektronikus hírközlés, és szélesebb körben is megjelent a számítástechnika. A lap arculata is ekkor kezdett kialakulni.
A főszerkesztők felismerték, hogy a 3K semmiképp sem versenyezhet az elektronikus médiával, vagyis nem eseménybeszámolókat, rövid életű információkat kell közvetítenie, hiszen – mint mondják – nincs avultabb dolog a tegnapi újságnál. Az 1990-es évek második felére, végére tisztult le, forrott ki az a szerkesztői felfogás, hogy a 3K nem a napi időszerűségeket követi.
Hivatása: az elméletnek és a praktikumnak, a könyvtáros szakma jelenének, múltjának és lehetséges jövőjének és időt állóbb trendjeinek bemutatása, vagyis – az idők szelleméhez igazodva – azt a középutat kereste és találta meg, hogy közlései aktuálisak, ugyanakkor a jövőbe is mutatnak. A jelenhez szólnak, de érzékeltessék a múlt és a jövő dimenzióit is, ne csupán pillanatnyilag legyenek érdekesek.
A folyóirat feladata a hiteles tájékoztatás, hivatása pedig az orientálás. Az egykori főszerkesztő, Bereczky László (1931–2001) véleménye szerint az ideáljuk a közérthető, esszéstílusú írás, az igényes tudománynépszerűsítés modor. Az a beszédmód, amely egyszerre képviseli a minőséget és a közérthetőséget. Igényes és fogyasztható publikációkat igyekeznek közre adni, amelyek egyaránt sokat mondóak lehetnek az évtizedes tapasztalatokkal rendelkező szakembernek és a könyvtár szakos egyetemi hallgatónak, amelyek egyként érdekelhetik a könyvtár elméletével foglalkozót és a napi gyakorlatot végző könyvtári asszisztenst, de még akár a tudatos, érdeklődő könyvtárlátogatót is. Egyszóval a 3K mindazokhoz igyekszik szólni, akik számára nem közömbös a magyar könyvtárügy.

## Profil
A lap havonta jelenik meg, A/5-ös formátumban, mindig az adott hónap végén.
Kiadója és szerkesztői a magyar könyvtárosok (természetesen beleértve a határon túli magyarokat is) alapvető szaklapjaként vélik meghatározni. Ehhez képest mintegy köztes helyet foglal el a szaktudományos országos könyvtári folyóiratok, a Könyvtári Figyelő, a Tudományos és Műszaki Tájékoztatás és az elsősorban gyors híradásra törekvő Könyvtári Levelező/lap között. Minden könyvtáros számára érthető, középterjedelmű tanulmányai, cikkei, recenziói a legfontosabb, közérdeklődésre számot tartó, a legfrissebb jelenségeket (de nem eseményeket) bemutató, elemző, a korszerű könyvtári trendeket és problémákat megtárgyaló lapként igyekszik megjelenni. Számos rovata (nem mindegyik számában található meg valamennyi rovat) a könyvtárpolitikától a műhelykérdésekig, a határon túli fejleményektől a fontos perszonáliákig, a kiemelkedő jelentőségű konferenciáktól az égető vitakérdésekig fogják be a könyvtári szakma életét, problematikáját.

## Rovatok
A két legfontosabb rovat a Könyvtárpolitika és a Műhelykérdések, amelyek a legaktuálisabb problémákkal foglalkoznak.
A Könyvtárpolitika rovatban gyakran olvashatunk beszámolót a Magyar Könyvtárosok Egyesületének vándorgyűléséről. 
Ebben a rovatban helyet kapnak olyan cikkek is, melyekben a könyvtárosok továbbképzésének fontosságát emelik ki, továbbá betekintést nyerhetünk az egyházi könyvtárosok életébe, 
A Műhelykérdések rovatban a gyermekek olvasóvá neveléséről, az „értő olvasásról”, a biblioterápiáról is pontos képet kapunk.
Az Extra Hungariam rovatban külföldi vagy külföldről szóló írások kerülnek közlésre; egyrészt a szomszédos országok magyar vonatkozású anyagai, másrészt közérdeklődésre számító tanulmányok, híradások, esetek. 
A Fórum rovatban olyan rövidebb, nem feltétlenül a szerkesztőbizottság álláspontját képviselő írások jelennek meg, amelyek nem kerülnek valamilyen egyéb rovatba, így a 2010-ben 15. születésnapját ünneplő Magyar Elektronikus Könyvtárról is olvashatunk, egyben felvázolva a könyvtárak jövőképét.
A Napló rovatban is érdekes cikkek íródnak, a könyv és olvasás mai helyzetét is bemutatva.
Az Évfordulók rovatban könyvtárosokról emlékeznek meg, pályafutásukat, kiemelkedő tevékenységeiket pontosan leírva. A Szabad tér rovat lehetőséget ad a folyóiratban megjelent cikkek véleményezésére is, az olvasók tollából. A Kiállítások, Konferenciák, Pályázatok rovatban konferenciahírek, beszámolók, könyvismertetők is szerepelnek.

## A folyóirat példányai
A Könyv, Könyvtár, Könyvtáros elektronikus felületén 6 szám késéssel érhetők el nyilvánosan a nyomtatott lapszámok válogatott cikkei, 12 szám késéssel pedig a számok teljes cikkei olvashatóak.
Külön helyet kaptak a  folyóirat teljes szövegű cikkei a 16. évfolyamtól (2007), és a korábbi archív számok is, ebben több cikk is teljes szöveggel szerepel.. 
Az 1997-es évtől kezdve az Elektronikus Periodika Adatbázisban is megtalálhatóak a 3K példányai. valamint a MATARKA  kereshető adatbázisában is megtalálható. 
A lapot a Könyvtári Intézet adja közre az Emberi Erőforrások Minisztériuma és a Nemzeti Kulturális Alap támogatásával.

## Szerkesztőbizottság
A mindenkori szerkesztő munkáját szerkesztőbizottság segíti. Ennek tagjai: Bánkeszi Lajosné (elnök), Dancs Szabolcs, Mezey László Miklós, Németh Márton, Rózsa Dávid, Szeifer Csaba.
A szerkesztőbizottság korábbi tagjai: Bartos Éva, Biczák Péter, Borostyániné Rákóczi Mária, Venyigéné Makrányi Margit.